# (29700) Salmon
(29700) Salmon (1998 YU5) – planetoida z pasa głównego asteroid okrążająca Słońce w ciągu 3,75 lat w średniej odległości 2,41 j.a. Odkryta 19 grudnia 1998 roku.